# Utica (Dakota del Sud)
Utica è un centro abitato (town) degli Stati Uniti d'America situato nella contea di Yankton nello Stato del Dakota del Sud.  La popolazione era di 65 persone al censimento del 2010.
Alcuni credono che Utica è un termine che deriva dalla lingua sioux che significa "abitante", mentre altri credono che il nome è un trasferimento da Utica, nello Stato di New York.

## Geografia fisica
Utica è situata a 42°58′49″N 97°29′53″W (42.980242, -97.498020).
Secondo lo United States Census Bureau, ha un'area totale di 0,26 miglia quadrate (0,67 km²).

## Società

### Evoluzione demografica
Secondo il censimento del 2010, c'erano 65 persone.

### Etnie e minoranze straniere
Secondo il censimento del 2010, la composizione etnica della città era formata dall'86,2% di bianchi, il 4,6% di afroamericani, l'1,5% di nativi americani, il 4,6% di altre razze, e il 3,1% di due o più etnie. Ispanici o latinos di qualunque razza erano il 4,6% della popolazione.